# Thalassoma purpureum
Thalassoma purpureum är en fiskart som först beskrevs av Forsskål, 1775.  Thalassoma purpureum ingår i släktet Thalassoma och familjen läppfiskar. IUCN kategoriserar arten globalt som livskraftig. Inga underarter finns listade i Catalogue of Life.